# إذاعة نينار
إذاعة نينار إف إم (بالإنجليزية: Ninar Fm)‏ محطة إذاعية سورية بدأت بثها عام 2009.

## عن الإذاعة
إذاعة منوعات سورية تبث الأغاني على مدار الساعة، إضافة لبعض البرامج الحوارية والمنوعة ونشرات أخبار.

### ترددات الإذاعة
- (89.6) دمشق، واللاذقية، والمنطقة الوسطى (حمص، حماة)، والجنوبية (درعا، السويداء).
- (88.3) حلب.
- (101.1) طرطوس.

### برامج الإذاعة
- صلة وصل.
- كافيين وشوكولا: برنامج صباحي
- لاكي اور نت (lucky or not): برنامج الأبراج والفلك، تقدمه المذيعة غالية بكفلاوي.
- سبورتاج (Sportage): برنامج رياضي، يقدمه السباح والرياضي السوري فراس معلا.[2]
- نشرات الأخبار.
- برامج متنوعة.

## تلفزيون هنا سوريا (تلفزيون نينار)
هو خدمة البث المباشر الخاصة بإذاعة نينار ويعتبر أول تلفزيون سوري عبر الإنترنت، ويقدم عددا من المسلسلات والبرامج المنوعة ونشرات الأخبار.
- الموقع الرسمي لتلفزيون هنا سوريا.